# Märtyrer von Vingré

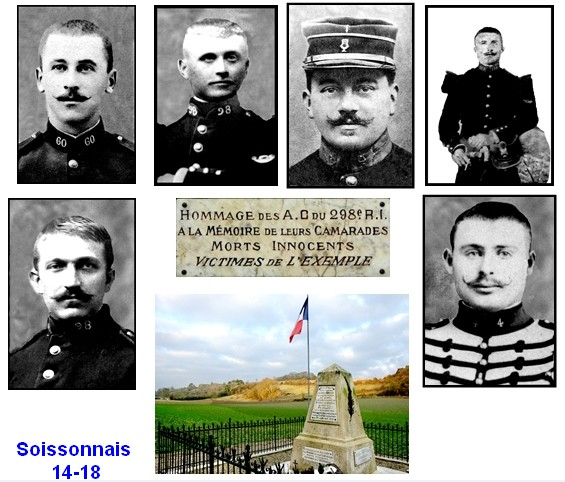
Die Märtyrer von Vingré

Die Märtyrer von Vingré (Martyrs de Vingré) oder die Erschossenen von Vingré (Fusillés de Vingré) sind sechs französische Frontsoldaten (Poilus) des 298. Infanterieregiments, die im Ersten Weltkrieg am 4. Dezember 1914 in Vingré im französischen Département Aisne zur Abschreckung erschossen wurden. Sie wurden am 29. Januar 1921 vom Kassationsgericht rehabilitiert. Die Exekution und ihre Folgen spielen noch heute in Frankreich eine große Rolle beim Gedenken an den Ersten Weltkrieg.

## Die sechs Soldaten

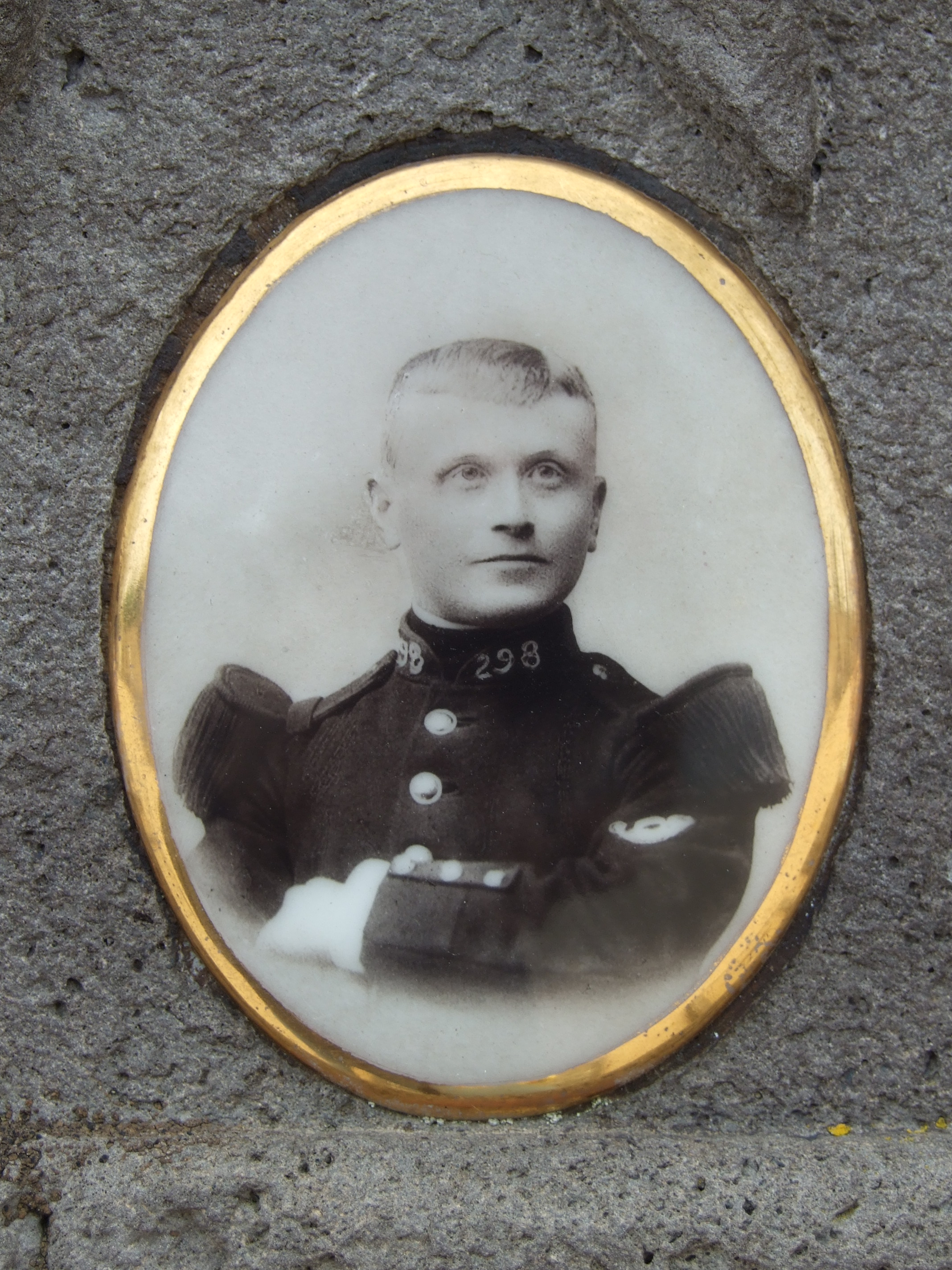
Jean Quinaud (Foto des Grabsteins)

Die sechs Soldaten waren zwischen 27 und 36 Jahre alt. Zwei stammten aus dem Roannais, drei aus dem östlichen Allier und einer aus der Normandie. Alle sechs waren verheiratet und zwei hatten Kinder.
- Jean Blanchard wurde am 30. September 1879 in Ambierle im Norden des Départements Loire geboren. Dort heiratete er 1912 Michelle Desiage; die Ehe blieb kinderlos. Er arbeitete als Landwirt, bevor er 1914 zum Militärdienst einberufen wurde. Er ist auf dem alten Friedhof von Ambierle begraben. Er wurde 35 Jahre alt.
- Francisque Durantet, ein Cousin ersten Grades von Jean Blanchard, wurde am 5. Oktober 1878 in Ambierle geboren. Er heiratete dort 1906 Claudine Drigeard und hatte zwei Söhne. Er war Landwirt. Er ist auf dem alten Friedhof von Ambierle begraben. Er wurde 36 Jahre alt.
- Paul Henry Floch wurde am 31. Mai 1881 in Breteuil im Département Eure geboren. Er war verheiratet, hatte keine Kinder und arbeitete als Gerichtsschreiber am Friedensgericht dieser Gemeinde in der Normandie. Er wurde 33 Jahre alt.
- Pierre Gay wurde am 30. November 1884 in Treteau im Département Allier als Sohn von François Gayet und Anne Luminet geboren. Er heiratete dort am 28. September 1912 Marie Minard und blieb kinderlos. Er wurde 30 Jahre alt. Sein Bruder Jean Gay starb im April 1917 am Chemin des Dames „für Frankreich“.
- Claude Pettelet wurde am 13. Februar 1887 in La Guillermie im Allier geboren, war verheiratet und hatte einen Sohn. Er wurde 27 Jahre alt.
- Jean Quinaud[A 2] wurde am 14. März 1886 in Saint-Victor im Département Allier geboren. Er lebte in der Nähe in Huriel. Er heiratete im Juni 1914. Sein Name steht auf dem Kriegerdenkmal in Huriel und sein Grab in Vallon-en-Sully im Département Allier trägt die Inschrift Martyr de Vingré. Er wurde 28 Jahre alt.

## Geschichte

### Vorgeschichte
Zu Beginn des Krieges sah sich die französische Militärführung mit zahlreichen Fällen von Panik und Selbstverstümmelung konfrontiert und befürchtete, dass die Disziplinlosigkeit unter den Wehrpflichtigen ansteckend wirken könnte. Sie beschloss, hart durchzugreifen, wenn Soldaten versagten oder in einigen Fällen sogar nur der Verdacht auf Versagen bestand. Generalissimus Joffre richtete in jedem Regiment spezielle Kriegsräte ein, die Soldaten, die der Fahnenflucht, der Gehorsamsverweigerung oder des Verlassens ihres Postens in Gegenwart des Feindes beschuldigt wurden, im Schnellverfahren verurteilten. Die Militärjustiz ahndete tatsächliche oder vermeintliche Verfehlungen sehr streng mit Urteilen bis hin zur Todesstrafe. Laut André Bach (General, Historiker des Ersten Weltkriegs und Spezialist für Militärjustiz) wurde die Militärjustiz „von disziplinarischen Strategien und nicht von der Sorge um eine gerechte Justiz geleitet. Das Urteil und seine Vollstreckung sind Teil des Autoritätsverhältnisses“.
Im Sektor Vingré waren bereits vorher drei Soldaten hingerichtet worden; nach den Märtyrern von Vingré wurden auch weitere (drei) Exekutionen ausgeführt.
Die Front war im Aisne-Gebiet erstarrt; die Armeen lagen sich in Schützengräben gegenüber. Die französische Armee konzentrierte sich auf die Verteidigung von Vingré, 10 km nordwestlich von Soissons.

### Der Fall
Am späten Nachmittag des 27. November 1914 wurde die 19. Kompanie des 298. Infanterieregiments zwei Stunden lang von deutscher Artillerie heftig beschossen; der Schützengraben wurde teilweise zerstört und die Franzosen verließen mit Ausnahme einiger Wachen den Sektor. Nach Einbruch der Dunkelheit drangen deutsche Soldaten in den Graben ein und stießen auf wenig Widerstand. Sie rückten vor und überraschten zwei französische Halbzüge beim Abendessen. Unterleutnant Paulaud soll daraufhin seinen Truppen den Befehl gegeben haben, sich in den zweiten Graben, den sogenannten Widerstandsgraben, 200 Meter weiter hinten zurückzuziehen, aber einige französische Soldaten wurden von den Deutschen gefangen genommen. Paulaud gab daraufhin den Befehl, den Schützengraben zurückzuerobern, was schnell gelang, da sich die Deutschen bereits zurückgezogen hatten. Am Ende dieses Scharmützels blieben jedoch etwa zehn Soldaten des 298. Infanterieregiments gefangen.
Die beiden Trupps (24 Männer), die vorübergehend ihren Schützengraben verlassen hatten, wurden daraufhin beschuldigt, sie hätten eine „Vernachlässigung des Postens in Gegenwart des Feindes“ begangen. Bei der summarischen Untersuchung gaben die Soldaten an, auf Befehl von Unterleutnant Paulaud zurückgewichen zu sein. Unterleutnant Paulaud behauptete, den Rückzugsbefehl nicht erteilt zu haben, und belastete die 24 Soldaten.
Der Kommandant des 7. Armeekorps, General Étienne de Villaret, wollte ein Exempel statuieren und auch der Präsident des Kriegsgerichts und Regimentskommandeur, Oberst Pinoteau, wollte alle beteiligten Soldaten erschießen lassen. Am 3. Dezember bestimmte der Sonderkriegsrat des 298. Infanterieregiments durch das Los sechs von ihnen, die am 4. Dezember 1914 als Exempel erschossen werden sollten – gemäß den Anweisungen, die General Villaret dem Rat gegeben hatte, um „den Kämpfern zu helfen, den Geschmack des Gehorsams wiederzufinden“ (nach einer anderen Quelle wurden die Soldaten in der Reihenfolge aufgestellt, in der sie sich im Schützengraben befanden, bevor sie ihn verließen, und die ersten sechs wurden schließlich bestimmt). Unter diesen sechs befand sich auch der Korporal Henry Floch, der in deutsche Gefangenschaft geraten war, aber fliehen und sich zu den französischen Linien durchschlagen konnte.
Das Kriegstagebuch des Regiments meldet die Hinrichtung am 4. Dezember 1914:

„Die Hinrichtung der sechs zum Tode Verurteilten findet um 7.30 Uhr 200 m westlich des Kalvarienberges von Vingré an der Kreuzung der beiden Wege nach Nouvion statt. Reservekompanie des 298. Infanterieregiments, die zweite Kompanie des 216. Infanterieregiments und eine Kompanie des 238. Die Truppen werden von Oberstleutnant Pinoteau befehligt. Die Verurteilten, die die Nacht im Gefängnis des Kommissariats verbracht haben, werden um 7.30 Uhr von einem Pikett von 50 Mann herangeführt und erschossen. Nach der Exekution, die ohne Zwischenfälle verläuft, marschieren die Truppen an den Leichen vorbei und kehren in ihre Unterkünfte zurück.“

Der Kriegsrat verurteilte auch Soldaten, die von den Deutschen gefangen genommen wurden, zum Tode, aber die Strafe wurde bei ihrer Rückkehr aus der Gefangenschaft am Ende des Krieges nicht vollstreckt.
In der Armee hatte der Fall eines Soldaten, der erschossen wurde, um ein Exempel zu statuieren, zur Folge, dass seine Familie doppelt belastet wurde. Zur Trauer kam die Scham, einen Bruder, Vater oder Ehemann verloren zu haben, der wegen seiner Feigheit verurteilt wurde. Auch in finanzieller Hinsicht war es eine Strafe, denn die Frauen der Erschossenen erhielten nicht die Rente, die den Kriegswitwen zustand. Henry Flochs Bruder Émile Floch sagte 1925 bei der Einweihung des Denkmals in Vingré: „Wir lebten in einer schrecklichen Atmosphäre ungerechtfertigter Verdächtigungen und ungerechtfertigter Schande.“ Der Sohn von Claude Pettelet wurde aus der Schule genommen und einem Hauslehrer anvertraut. Später ging die Witwe Pettelet mit einer Pistole auf die Straße, um sich vor den Beschimpfungen und Drohungen zu schützen.

### Briefe
„Meine liebste Lucie,
Wenn dieser Brief bei dir ankommt, bin ich schon tot und erschossen. Hier ist der Grund: Am 27. November, gegen 5 Uhr abends, nach einem zweistündigen heftigen Bombardement, in einem Graben an der Frontlinie, und während wir die Suppe beendeten, drangen Deutsche in den Graben ein und nahmen mich und zwei weitere Kameraden gefangen. Ich nutzte einen Moment des Gedränges, um aus den Händen der Deutschen zu fliehen. Ich folgte meinen Kameraden und wurde später wegen Verlassens eines Postens in Gegenwart des Feindes angeklagt.
Gestern Abend wurden wir vierundzwanzig vor den Kriegsrat gestellt. Sechs wurden zum Tode verurteilt, darunter auch ich. Ich bin nicht schuldiger als die anderen, aber es muss ein Exempel statuiert werden. Meine Brieftasche wird dich erreichen und was sich darin befindet. Ich verabschiede mich hastig von dir, mit Tränen in den Augen und einer schmerzenden Seele. Ich bitte dich auf Knien demütig um Verzeihung für all den Kummer, den ich dir bereiten werde, und für die Verlegenheit, in die ich dich bringen werde ...
Meine kleine Lucie, noch einmal, bitte verzeih mir. Ich werde sogleich zur Beichte gehen und hoffe, dich in einer besseren Welt wiederzusehen. Ich sterbe unschuldig an dem Verbrechen des Verlassens des Postens, das mir vorgeworfen wird. Wenn ich, anstatt vor den Deutschen zu fliehen, in Gefangenschaft geblieben wäre, hätte ich immer noch mein Leben retten können. Das ist das Verhängnis.
Mein letzter Gedanke, an dich, bis zum Ende.“

„Meine liebe Claudine.
Ich schreibe dir zum letzten Mal, weil wir gerade vor dem Kriegsrat standen, ich werde dich vielleicht nicht mehr in dieser Welt wiedersehen, wir werden uns in der anderen Welt wiedersehen. Denn wenn ich sterbe, ist es nicht meine Schuld, aber wir sterben für die anderen.
Ich habe mir nichts vorzuwerfen, ich habe den Kaplan gesehen und gut gebeichtet, und das Unglücklichste für mich ist, dass ich dich und meine armen Eltern nicht mehr sehen werde. Meine arme Freundin, wir müssen uns also trennen, wir, die wir so gut miteinander verbunden waren, wir müssen uns also trennen. Mein Gott, was wirst du tun, allein mit den zwei kleinen Kindern. Gott wird dir helfen. Lass dich nicht entmutigen, meine liebe Freundin, wenn ich sterbe, sterbe ich mit einem guten Gewissen; ich habe niemandem etwas getan, wenn ich bestraft werde, kommt meine Strafe ganz einfach von einer Bagatelle, die durch einen Mann passiert ist, der gerufen hat: Rettet euch, da kommen die Deutschen und alle haben sich in die Flucht geschlagen, wir waren 24 und 6 wurden gefangen, das ist sehr unglücklich für uns, aber schließlich ist das unser Schicksal.
Ich sage dir Lebewohl, Lebewohl und sage der ganzen Familie Lebewohl von mir, kümmere dich gut um meine kleinen Kinder.
Ich küsse dich viele Male, weil es für mich vorbei ist, und ich sage dir noch einmal auf Wiedersehen.“

„Ich schreibe dir meine letzten Neuigkeiten. Für mich ist es vorbei. Ich habe keinen Mut. In der Kompanie ist uns eine Geschichte passiert. Wir 24 wurden vor den Kriegsrat gestellt. Wir sind sechs, die zum Tode verurteilt wurden. Ich, ich bin unter den 6 und ich bin nicht schuldiger als die Kameraden, aber unser Leben wird für die anderen geopfert. Letzter Abschied, liebe kleine Frau. Für mich ist es vorbei. Letzter Brief von mir, der aus einem Grund verstorben ist, den ich nicht genau kenne. Die Offiziere haben alle Schuld und wir sind es, die dazu verurteilt sind, für sie zu bezahlen. Ich hätte nie gedacht, dass ich meine Tage in Vingré beenden würde und vor allem, dass ich wegen so wenig erschossen werden würde und nicht schuldig sein würde. So einen Fall hat es noch nie gegeben. Ich bin in Vingré begraben ...“

Die Briefe der drei anderen Verurteilten finden sich ebenfalls auf „Les six fusillés“.

### Rehabilitierung

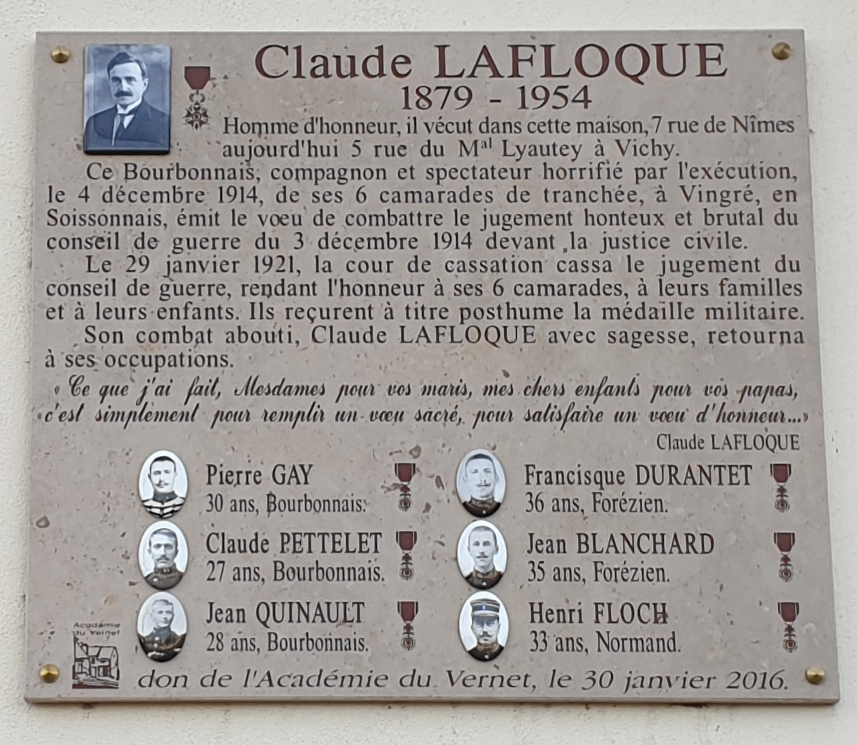
Gedenktafel Claude Lafloque

Im Februar 1919 unternahmen die Witwen der Soldaten Blanchard und Durantet die ersten Schritte zur Rehabilitierung ihrer Männer, indem sie an Dr. Laurent, den Abgeordneten von Roanne, schrieben, da die beiden Soldaten aus diesem Département stammten. Dass der Antrag vorankam (Korrespondenz mit dem Justizministerium, Sammlung zahlreicher Zeugenaussagen, die Leutnant Paulaud direkt belasteten usw.), war vor allem der Entschlossenheit und Hartnäckigkeit von Claudius Lafloque zu verdanken, eines ehemaligen Angehörigen des 298. Infanterieregiments.
Das unter Druck geratene Ministerium stimmte schließlich der Wiederaufnahme des Verfahrens zu. Die Anhörung vor dem Kassationsgericht fand am 30. November und 1. Dezember 1920 statt, und das Urteil wurde am 29. Januar 1921 verkündet, wobei das Urteil vom 4. Dezember 1914 aufgehoben und die Familien der Erschossenen wieder in ihre vollen Rechte eingesetzt wurden, einschließlich der Zahlung der rückständigen Renten seit 1914.
Das Urteil des Kassationsgerichts vom 29. Januar 1921 wurde im Amtsblatt vom 18. Februar 1921 veröffentlicht:

„Unterleutnant Paulaud […] kann als einer der Hauptzeugen der Anklage betrachtet werden; dass der Zugführer, Unterleutnant Paulaud, im Moment der Panik aus seinem nahegelegenen Unterstand kam und ihnen den Befehl gab, sich in den Widerstandsgraben zurückzuziehen; dass dieser Offizier selbst eilig und als einer der Ersten in diese Richtung ging.
Leutnant Paupier, der die Kompanie befehligte und sich im Widerstandsgraben befand, sagte aus, dass Unterleutnant Paulaud in der Tat als einer der ersten in dem Moment der Panik aus diesem Graben kam […]
Es ist wichtig festzustellen, dass Unterleutnant Paulaud selbst seine Überzeugung von der Unschuld der Verurteilten wenige Augenblicke nach ihrer Hinrichtung zum Ausdruck gebracht hat und dass er diese Überzeugung in den letzten Aussagen mehrmals bekräftigt hat.
Aus diesen Gründen:
HEBT AUF und ANNULLIERT das Urteil des Sonderkriegsgerichts der 53. Infanteriedivision vom 3. Dezember 1914, das die Soldaten Floch, Gay, Pettelet, Quinaud, Blanchard und Durantet zum Tode verurteilt hat.
Entlastet ihr Andenken von dieser Verurteilung.“

Alle sechs wurden später posthum mit der Militärmedaille und dem Croix de guerre ausgezeichnet.
Nach diesem Urteil wurde Leutnant Paulaud vom Kriegsministerium wegen Falschaussage angeklagt; die Verhandlung fand am 4. und 5. Oktober 1921 vor dem Kriegsrat der 13. Militärregion statt. Der Regierungskommissar forderte drei Jahre Haft und die Entfernung aus dem Dienst, aber sieben Jahre nach den Ereignissen war es schwierig, seine Schuld zu beweisen. Schließlich wurde er freigesprochen, sehr zum Unmut der Kriegsveteranen. Laut dem Historiker Nicolas Offenstadt war er der einzige Offizier, der wegen seiner Rolle bei einer Hinrichtung vor Gericht gestellt wurde.
Im Juli 1929 reichte Émile Floch, der Bruder des Korporal Floch, eine Klage wegen Untreue gegen die Offiziere ein, die für die Verurteilung von 1914 verantwortlich gemacht wurden: General Étienne de Villaret, Oberst Pinoteau und Kommandant Guignot. Das Verfahren wurde ohne weitere Maßnahmen eingestellt.
Claudius Lafloque wurde für seinen Einsatz mit dem Orden der Ehrenlegion ausgezeichnet.

## Gedenken

### Das Denkmal

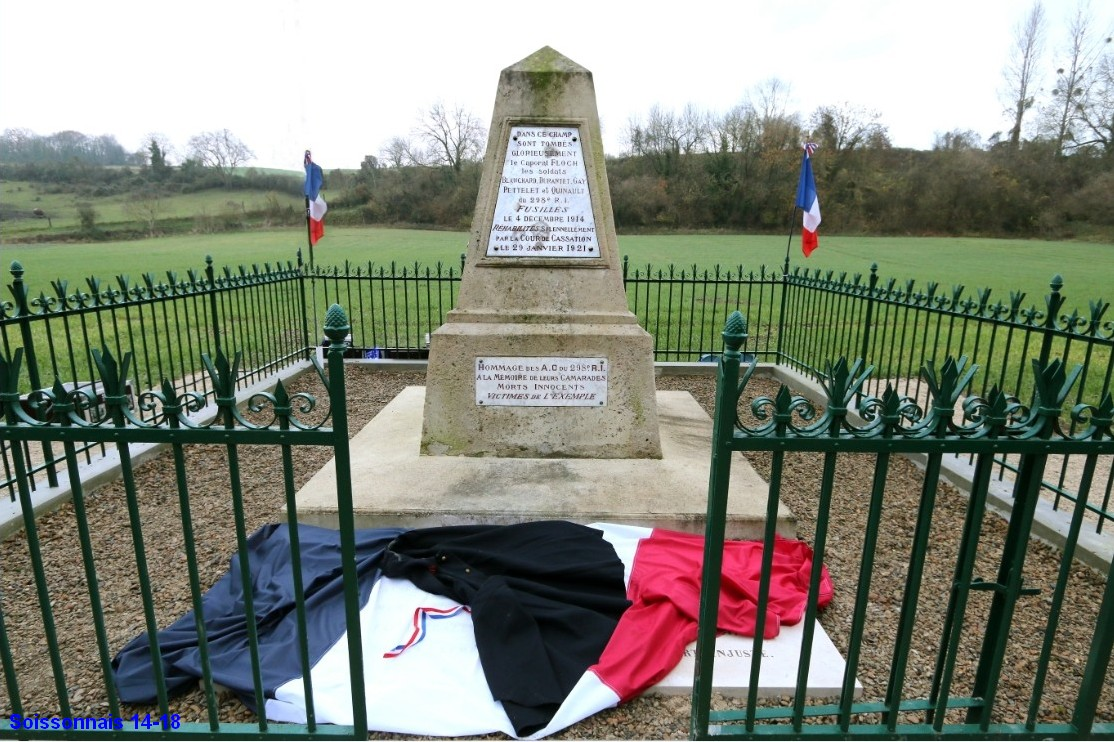
Denkmal von Vingré

Das am Ort der Hinrichtung errichtete Denkmal für die sechs Erschossenen von Vingré wurde am 5. April 1925 in Anwesenheit zahlreicher Veteranen des 298. Infanterieregiments eingeweiht. Es war nach einer Pressekampagne der Liga für Menschenrechte und mit Unterstützung der Départements Loire und Allier durch eine Subskription finanziert worden. Zu Ehren der sechs Märtyrer ist auf dem Denkmal zu lesen:

„Auf diesem Feld fielen ruhmreich der Unteroffizier Floch, die Soldaten Blanchard, Durantet, Gay, Pettelet und Quinaud des 298. I.R.
Erschossen am 4. Dezember 1914 Feierlich rehabilitiert durch den Kassationshof am 29. Januar 1921
Hommage der Veteranen des 298. I.R. zum Gedenken an ihre unschuldig gestorbenen Kameraden – Opfer des Exempels“

### Gedenkstele in Ambierle
In der kleinen Gemeinde Ambierle im Département Loire, aus der zwei der Erschossenen, Jean Blanchard und Francisque Durantet, stammten und in der sie wieder bestattet wurden, erinnert eine Stele an die sechs in Vingré Erschossenen. Diese Stele wurde von der Association laïque des amis des monuments pacifistes (Laizistischer Verein der Freunde pazifistischer Denkmäler) von Saint-Martin-d’Estréaux und der Loire mit Unterstützung des Generalrats gestiftet.

### Plätze und Straßen
In Frankreich sind zahlreiche Plätze und Straßen nach den Märtyrern benannt; so zum Beispiel in Saint-Étienne die rue des Martyrs-de-Vingré (wo die Straße während des Vichy-Regimes anders benannt wurde).

### Denkmal von Riom

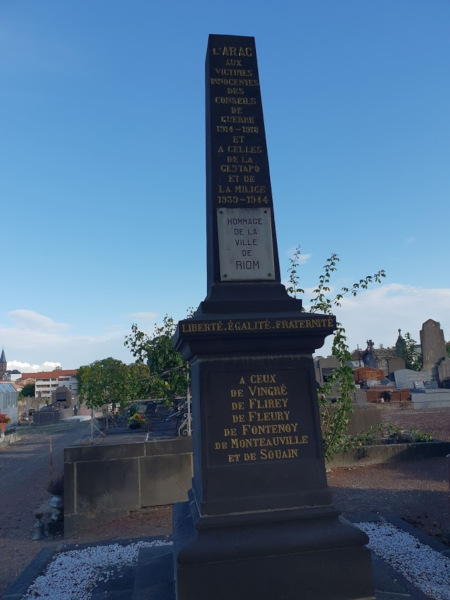
Denkmal von Riom

In Riom, im Département Puy-de-Dôme, steht ein Denkmal zum Gedenken an die Poilus, die wegen ihrer Vorbildfunktion erschossen wurden: die sechs Märtyrer von Vingré und die Märtyrer von Flirey, Fleury, Fontenoy, Montauville und Souain. Das Denkmal befindet sich in der Nähe des Soldatenfriedhofs auf dem Friedhof von Charmettes und wurde am 11. November 1922 eingeweiht. Die heutige Inschrift lautet: „Den unschuldigen Opfern der Kriegsräte 1914–1918 und den Opfern der Miliz und der Gestapo 1939–1944“. Das Denkmal ist schlicht, obeliskförmig, mit eingravierten Inschriften in Goldbuchstaben und ohne Verzierungen.

### Gedenkzeremonien
- Erste Zeremonie mit den Familien 1999: Am 17. und 18. April 1999 empfing der Verein Soissonnais 14–18 zum ersten Mal gemeinsam die Familien der Nachkommen der sechs Erschossenen in Vingré. Diese Zeremonie war der Ausgangspunkt für die Veröffentlichung von Briefen und Porträts der Erschossenen; der Verein setzt sich für den Bau eines Rundgangs der Erinnerung in Vingré ein.[16]
- Feier zum 90. Jahrestag im Jahr 2004: Am 4. Dezember 2004, dem 90. Jahrestag der Hinrichtung, brachte der Präsident des Generalrats des Départements Aisne am Denkmal eine Tafel an, die die Namen der sechs Erschossenen trägt und sie zu „Ehrenbürgern des Departements Aisne“ machte.[17]
- Zeremonie zur Hundertjahrfeier im Jahr 2014: Am 6. Dezember 2014 organisierten der Generalrat des Départements Aisne und der Verein Soissonnais 14–18 eine Gedenkfeier zum 100. Jahrestag der Hinrichtung der sechs in Vingré erschossenen Männer.[18] Der Zeremonie ging eine Besichtigung der Stätte voraus. Anwesend waren neben einer Vielzahl von Politikern und Honoratioren auch die Familien der Erschossenen. Als Zeichen der Solidarität mit den Familien der „Sechs von Vingré“ nahmen die Nachkommen von Lucien Bersot, der ebenfalls im Februar 1915 erschossen wurde, um ein Exempel zu statuieren, und 1922 rehabilitiert wurde, sowie die Nachkommen von Claudius Lafloque und Jean Nicolaÿ, Handwerker und Anwälte der Familien, die 1921 rehabilitiert wurden, und Claire de Villaret, Enkelin des Generals de Villaret, an der Zeremonie teil. Die Familien wurden von der Association Soissonnais 14–18 in einer privaten Zeremonie am frühen Morgen empfangen.[19]

### Die Märtyrer von Vingré in der Literatur
- Im Roman Au revoir là-haut (2013) von Pierre Lemaitre greift der Titel das Abschiedswort aus dem letzten Brief eines der Erschossenen, Jean Blanchard, an seine Frau auf.
  - Wir sehen uns dort oben, dt. von Antje Peter; Klett-Cotta, Stuttgart 2014. ISBN 978-3-608-98016-5
- Der Roman La Promesse des Âmes (2014) von Ève Carmignani ist von den Ereignissen in den Schützengräben 1914 und den Erschossenen von Vingré inspiriert.
- Der Roman Le Fils du fusillé (2018) von Jean-Pierre Barré ist von dieser Tragödie inspiriert.